# بک بنت
بک بنت (انگلیسی: Beck Bennett؛ زادهٔ ۱ اکتبر ۱۹۸۴) هنرپیشه، صداپیشه، کمدین اهل ایالات متحده آمریکا است. وی از سال ۲۰۰۵ میلادی تاکنون مشغول فعالیت بوده‌است.
از فیلم‌ها یا برنامه‌های تلویزیونی که وی در آن نقش داشته‌است می‌توان به زولندر ۲، خرس بریگزبی و دیر شکوفا اشاره کرد.